# Боделсхаузен
Боделсхаузен (њем. Bodelshausen) општина је у њемачкој савезној држави Баден-Виртемберг. Једно је од 15 општинских средишта округа Тибинген. Према процјени из 2010. у општини је живјело 5.786 становника. Посједује регионалну шифру (AGS) 8416006.

## Географски и демографски подаци
Боделсхаузен се налази у савезној држави Баден-Виртемберг у округу Тибинген. Општина се налази на надморској висини од 508 метара. Површина општине износи 13,8 km².

## Становништво
У самом мјесту је, према процјени из 2010. године, живјело 5.786 становника. Просјечна густина становништва износи 419 становника/km².

## Међународна сарадња
| Мјесто      | Држава   | Врста сарадње | Од    |
| ----------- | -------- | ------------- | ----- |
| Шолтвадкерт | Мађарска | партнерство   | 1996. |
| Рум         | Аустрија | контакт       | 1978. |
| Извор       |          |               |       |